# باشگاه فوتبال ایرسوتر نوشهر
باشگاه فوتبال ایرسوتر نوشهر یک باشگاه فوتبال ایرانی می‌باشد که در شهر نوشهر و در سال ۱۳۷۶ تاسیس شد.

## پیشینه
ایرسوتر در لیگ دسته دوم آزادگان ۷۸–۱۳۷۷ توانست به لیگ دسته ۱ صعود کند و در لیگ آزادگان ۷۹–۱۳۷۸ حاضر شد اما در رتبه آخر قرار گرفت و مجدداً به دسته ۲ سقوط کرد.